# Гектарники
Гектарники, одногектарники — разновидность Стахановского движения, виноградари-передовики СССР, в основном на территории Крыма. Каждый виноградарь участник движения должен был в течение года самостоятельно выполнять весь цикл агротехнических мероприятий по уходу за виноградом на площади одного гектара.

## История
Движение было заложено М. А. Брынцевой, звеньевой совхоза "Коктебель" в Судакском районе, подхвачено Г. П. Момот и виноградарями совхоза "Судак". Использование передовых технологий и труд энтузиастов привели к значительному повышению урожайности виноградников — до 100 центнеров с гектара. Звено самой Марии Александровны собирало 225 центнеров. За достигнутые успехи М. А. Брынцевой Указом Президиума Верховного Совета СССР от 24 июня 1949 года было присвоено звание Героя Социалистического труда. В 1958 году Мария Александровна получила данную награду во второй раз. В 1958 году награду также получил директор  совхоза "Коктебель" М. А. Македонский, ветеран партизанского движения. К концу 50-х годов движение распространилось не только на юго-восточный Крым, но также и на южные и юго-западные части Крыма, включая Балаклавскую и Инкерманскую долины, а также Массандру.

Экспонаты исторического музея ГБУК РК &#x22;Музей-заповедник &#x22;Судакская крепость&#x22; (Дача Функа) посвящённые одногектарникам
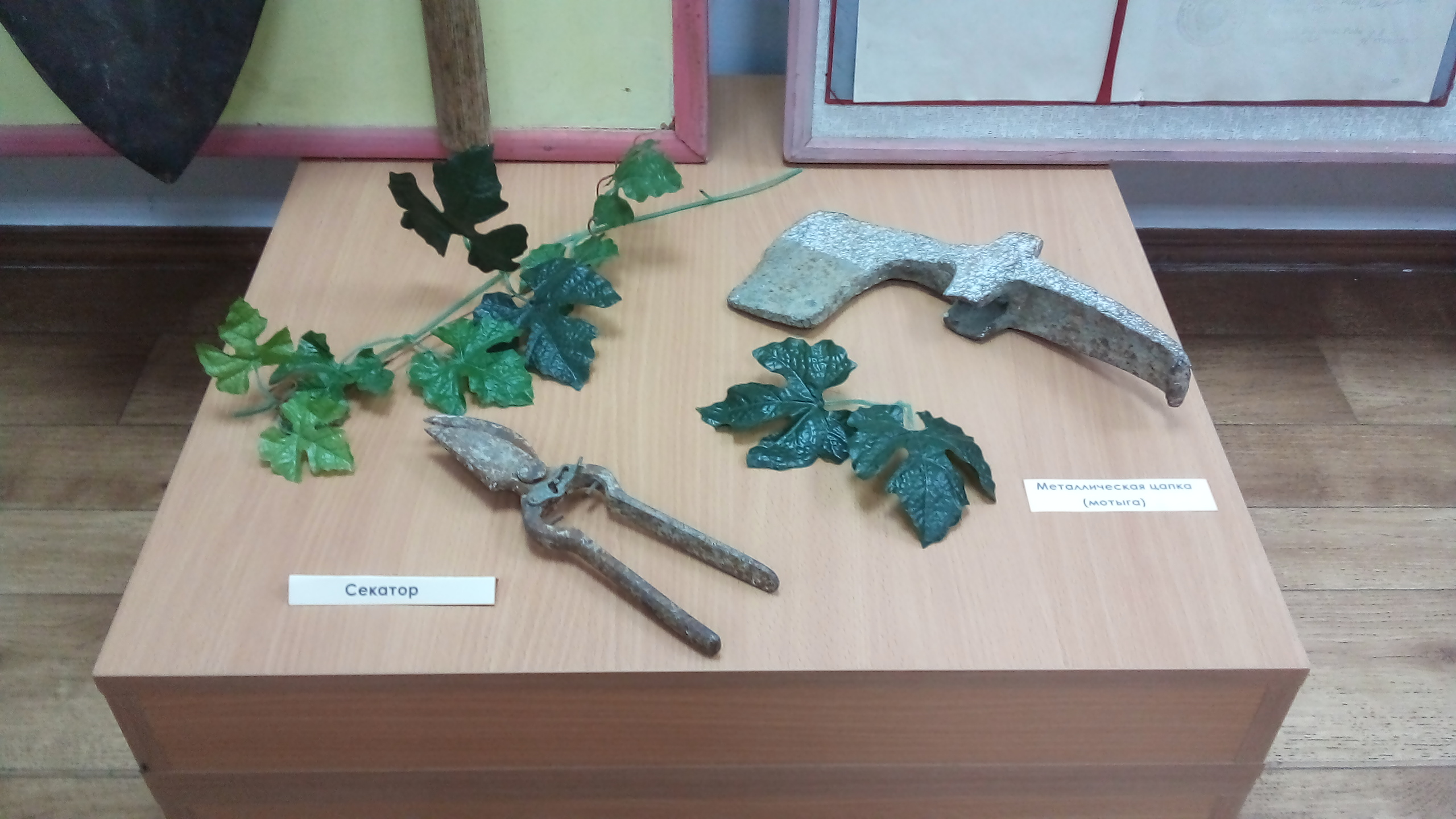
Инструмент виноградаря 1930-х годов
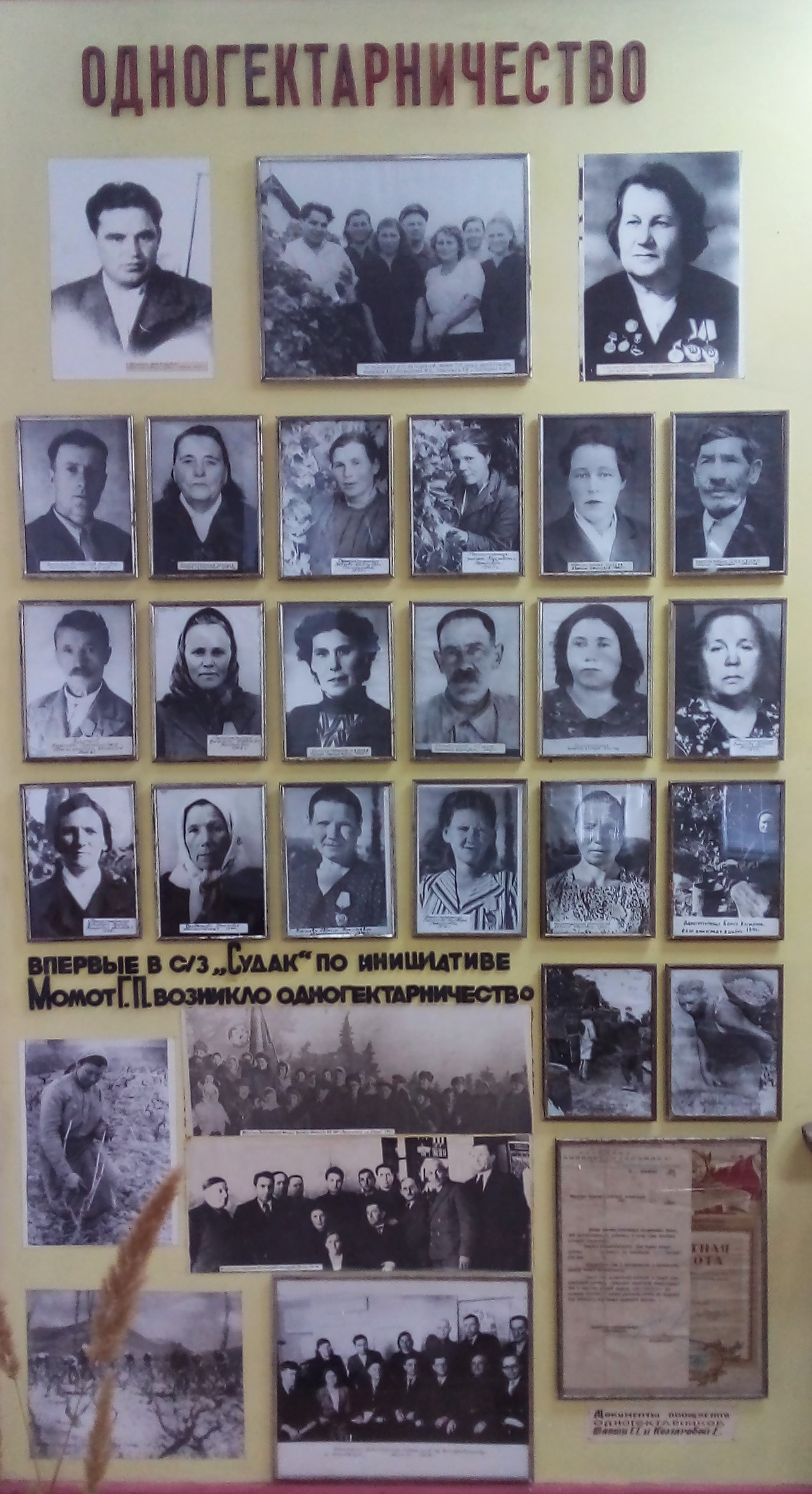
Стахановское движение одногектарников  в совхозе "Судак"
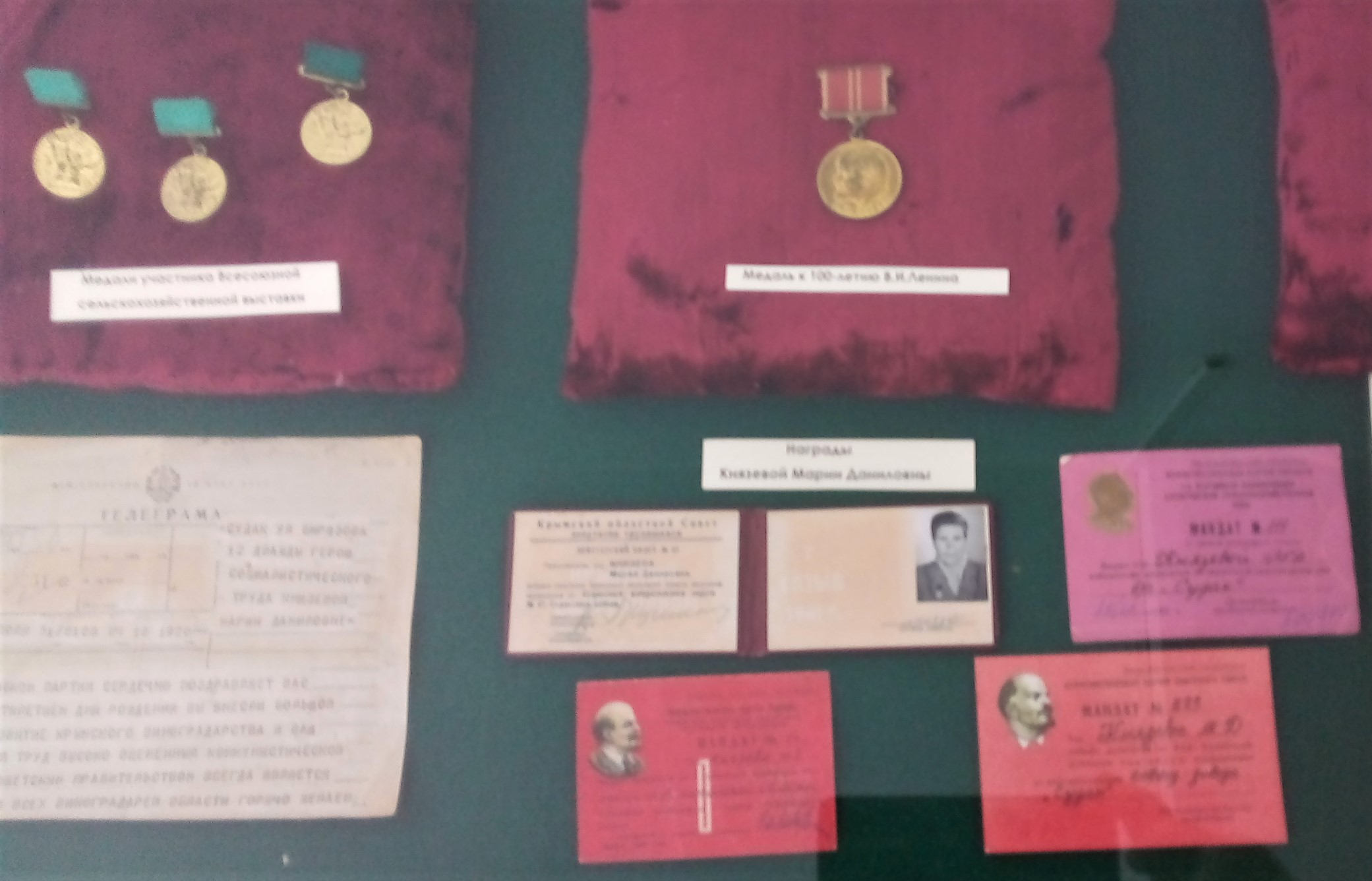
Стенд с наградами и документами дважды Героя Социалистического труда Князевой М. Д.
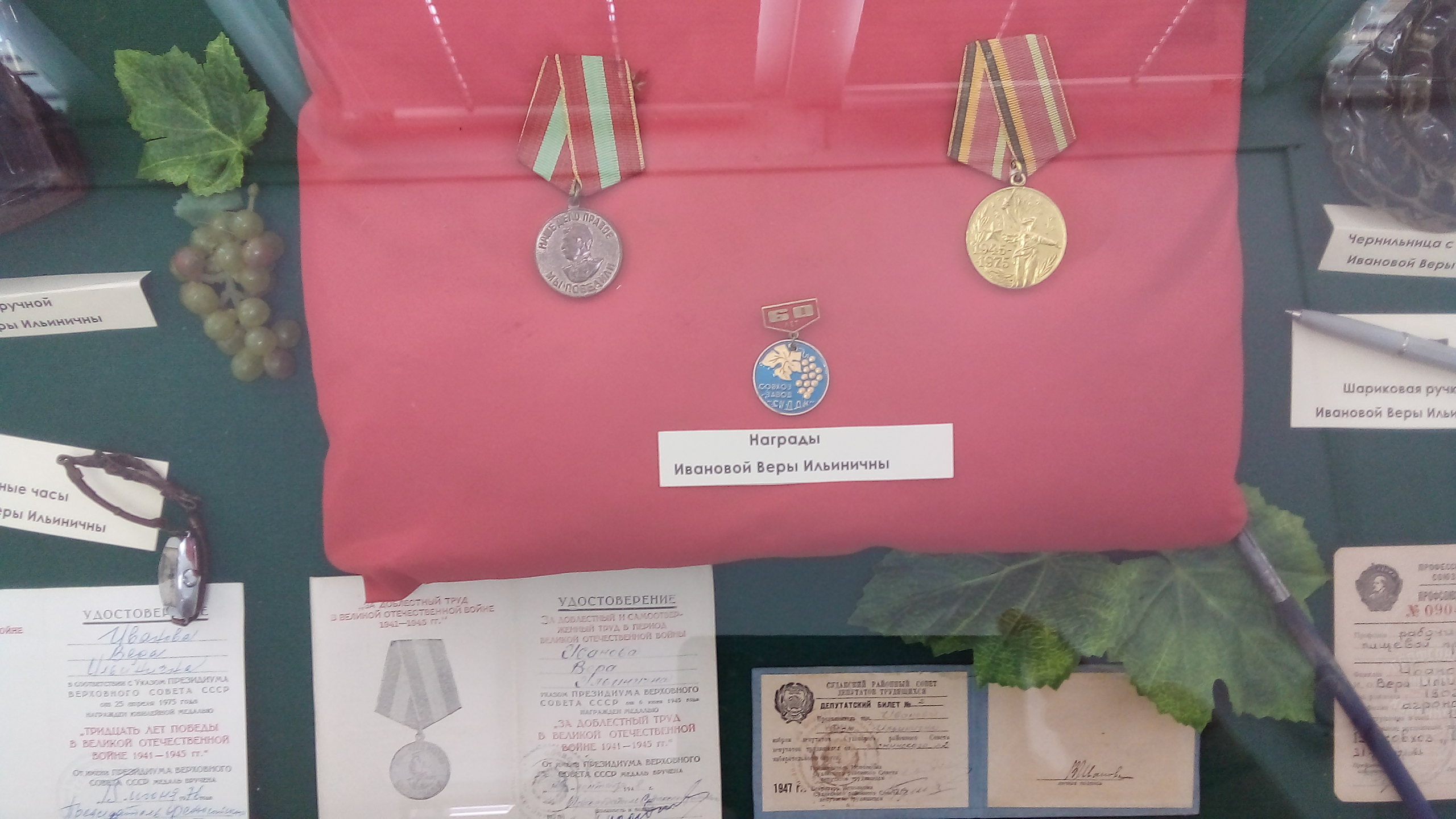
Стенд с наградами и документами Ивановой В. И.